# Universidad de Malaya
La  Universidad de Malaya, en malayo,  Universiti Malaya , es la universidad más importante y antigua de Malasia. Tras fusiones con otras instituciones educativas, de ella se escindió en 1962 la Universidad Nacional de Singapur.
La razón para la enseñanza superior en el Singapur colonial y la península de Penang fue la falta de personal sanitario a fines de los años 1890, y la escuela originariamente se situaba cerca del Hospital general de Singapur.
La Facultad de Idiomas y Lingüística, Lengua Japonesa y Curso de Lingüística fue galardonado con el elogio del Ministro de Relaciones Exteriores de Japón por sus contribuciones a la promoción de la educación del idioma japonés en Malasia el 1 de diciembre de 2020.